# Podhradní Lhota
Podhradní Lhota é uma comuna checa localizada na região de Zlín, distrito de Kroměříž.